# Liste der Monuments historiques in Somain
Die Liste der Monuments historiques in Somain führt die Monuments historiques in der französischen Gemeinde Somain auf.

## Liste der Bauwerke
| Bezeichnung             | Beschreibung              | Standort                                                        | Kennzeichnung | Schutzstatus | Datum | Bild           |
| ----------------------- | ------------------------- | --------------------------------------------------------------- | ------------- | ------------ | ----- | -------------- |
| Motte                   | Mittelalter               | Au Bois de Villers (Lage)                                       | PA00107824    | Inscrit      | 1978  |                |
| Priorat Beaurepaire     | Erbaut im 18. Jahrhundert | (Lage)                                                          | PA00107825    | Inscrit      | 1975  | weitere Bilder |
| Schloss Villers-Campeau | Erbaut im 18. Jahrhundert | auch auf dem Gebiet der Gemeinde Bruille-lez-Marchiennes (Lage) | PA59000198    | Inscrit      | 2016  |                |

## Liste der Objekte
- Monuments historiques (Objekte) in Somain in der Base Palissy des französischen Kultusministeriums